# 10211 Ла Спеція
10211 Ла Спеція (10211 La Spezia) — астероїд головного поясу, відкритий 6 вересня 1997 року.
Тіссеранів параметр щодо Юпітера — 3,478.